# NGC 1033
NGC 1033 je galaksija u zviježđu Kit.

## Vanjske poveznice
- SEDS: NGC 1033